# Сінму (ван Сілли)
Сінму (кор. 신무, 神武, Sinmu, Sinmu; пом. 839) — корейський правитель, сорок п'ятий володар (ван) держави Сілла (шістнадцятий ван об'єднаної Сілли). Період його правління став найкоротшим в історії держави й тривав від четвертого до сьомого місяця 839 року.

## Біографія
Сінму був сином придворного чиновника Кім Кюнджона, нащадка вана Вонсона, і двоюрідним братом вана Хиндока. Після смерті останнього 836 року почалась боротьба за владу. Відтоді правителі змінювались дуже часто. 839 року за допомогою військової сили Сінму розбив армію вана Міне та захопив столицю, проголосивши себе новим правителем.
Однак уже за три місяці Сінму помер, а на престол зійшов його син Мунсон.